# فرق مطلق
الفرق المطلق (بالإنجليزية: Absolute difference)‏ هو الفرق لأي عددان حقيقيان X,y يمكن تمثيلهم بالصورة التالية 
|x-y|
الفرق المطلق لهذه القيمة يصف المسافة على الخط الحقيقي بين نقطتان متناظرتان x,y وهو حالة خاصة من معيار متريLp-الفضاء 
لجميع قيم p (1 ≤ p ≤ ∞)  يستخدم لجميع الأعداد الكسرية Q,و الأعداد الحقيقية R.

## الخصائص المترية
- x − y| ≥ 0| بما أن القيمة المطلقة دائماً موجبة
- x − y| = 0  | إذا كانت x=y فقط
- |x − y| = |y − x|   خاصية التماثل والتبادل
- |x − z| ≤ |x − y| + |y − z|     (المثلث اللامتساوي)  تستخدم القاعدة إذا وإذا فقط x ≤ y ≤ z.

وعلى العكس، الطرح البسيط يشمل قيم سالبة وغير تبادلي ولايخضع للقاعدة 3و4 السابق ذكرهم
عندما x-y=0) و x = y و x − z = (x − y) + (y − z.
يستخدم الفرق المطلق لتحديد كميات أخرى مثل الفرق النسبي L1 في نظرية المخططات .
وللتخلص من الفرق المطلق لأي سبب 

|x − y| < |z − w|
إذا وإذا فقط
(x − y)2 < (z − w)2.
عندما 

x − y|2 = (x − y)2|

ومربع القيمة على نفس الوتيرة غير سالب